# Brachystelma brownianum
Brachystelma brownianum là một loài thực vật có hoa trong họ La bố ma. Loài này được (S.Moore) Meve mô tả khoa học đầu tiên năm 2001.